# La Palisiada
La Palisiada é um filme de drama policial neo-noir ucraniano de 2023 escrito, editado e dirigido por Philip Sotnychenko em sua estreia na direção. Estreou mundialmente em 29 de janeiro de 2023 no 52º Festival Internacional de Cinema de Roterdã, onde recebeu um prêmio da FIPRESCI. Mais tarde, estreou na Ucrânia em 12 de outubro de 2023, durante a Semana da Crítica de Kiev.
A ideia do filme surgiu depois que o diretor do filme descobriu que em 1996, a Ucrânia estava em segundo lugar no mundo, depois da China, em termos de número de sentenças de morte (89). De 1991 a 1996, mais de 600 pessoas foram executadas.

## Enredo
Um psiquiatra forense é confrontado com a complicada história do assassinato de um polícia poucos meses antes da assinatura do Protocolo n.º 6 da Convenção Europeia dos Direitos do Homem, que previa a rejeição da pena de morte.

## Elenco
Andrii Zhurba, Novruz Pashayev, Valeria Oleynikova, Oleksandr Parkhomenko, Olena Mamchur, Oleksandr Maleev e Vasyl Maniak desempenharam os papéis no filme. Os artistas ucranianos modernos Yarema Malashchuk e Sana Shakhmuradova também estão envolvidos.

## Produção
O trabalho no projeto durou cinco anos. A produção do filme foi apoiada pela Agência Estatal de Cinema da Ucrânia. Para reconstruir a atmosfera da década de 1990, os autores combinaram a filmagem em fita magnética com tecnologias digitais modernas e isso "dá ao filme uma sensação próxima ao VHS".